# Ngô Đình Nhu

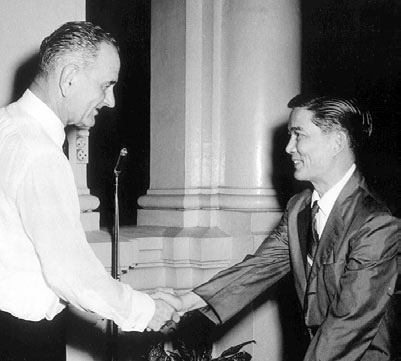
Lyndon B. Johnson schudt Ngo Dinh Nhu (rechts) de hand

Ngo Dinh Nhu (Annam, 7 oktober 1910 – Saigon, 2 november 1963) was een Vietnamees politicus. Hij was de jongere broer van president Ngo Dinh Diem van Zuid-Vietnam (1955-1963).
Ngo Dinh Nhu was afkomstig uit een rooms-katholiek mandarijnengeslacht. Hij trouwde in 1943 met Tran Le Xuan, een lid van de keizerlijke familie van Annam. Zijn vrouw werd bekend onder de naam Madame Nhu.
Ngo Dinh Nhu organiseerde  1953 een anti-Franse demonstratie met als doel de terugtrekking van de Franse troepen in Vietnam. Nadat zijn broer, Ngo Dinh Diem, in 1954 premier was geworden en de Akkoorden van Genève waren getekend, verlieten de Fransen Vietnam. In 1955 werd Ngo Dinh Diem president van Zuid-Vietnam. Ngo Dinh Nhu werd door zijn broer aangesteld als Nationaal Veiligheidsadviseur, in werkelijkheid beheerste hij samen met zijn vrouw de veiligheidsdienst. Omdat president Ngo Dinh Diem niet getrouwd was vervulde Madame Nhu de rol van first lady.
Ngo Dinh Nhu stond aan het hoofd van de Can Lao Nhan Vi Dang, de Personalistische Arbeiderspartij. Deze partij hing het personalistisch-socialisme aan, een leer die zich zowel tegen het kapitalisme als het staatssocialisme keert. Ngo Dinh Nhu liet zich als ideoloog van de partij inspireren door de Franse filosofen.
Nadat de Amerikanen steeds meer kritiek uitten op het regime van president Ngo Dinh Diem en zijn familiekliek, gingen met name Ngo Dinh Nhu en Madame Nhu zich tegen de Amerikanen keren. Madame Nhu noemde de "liberalen (d.i. de VS) erger dan de communisten." Ngo Dinh Nhu probeerde in het geheim in contact te komen met de Noord-Vietnamese regering om tot een vergelijk te komen. Hij kwam er ook achter dat er een groep samenzweerders was binnen het leger die van plan waren een staatsgreep te plegen. Ngo Dinh Nhu deed echter alsof hij van niets wist en maakte plannen met een vertrouweling om tijdens een eventuele staatsgreep een contra-coup te plegen om zo de positie van het regime te versterken. Op 1 november 1963 pleegden een groep hoge officieren een staatsgreep. Ngo Dinh Nhu maakte zich eerst geen zorgen, omdat hij dacht alles onder controle te hebben en dat zijn vertrouweling in het leger een contra-coup zou plegen. Het pakte echter anders uit: zijn vertrouweling bleek ook lid te zijn van de groep samenzweerders. Ngo Dinh Nhu en Ngo Dinh Diem werden later die dag opgepakt en meegevoerd in een auto en werden even buiten Saigon doodgeschoten, volgens de officiële versie waren ze 'op de vlucht geslagen'.
Madame Nhu, de vrouw van Ngo Dinh Nhu bevond zich ten tijde van de coup in de Verenigde Staten van Amerika. Later emigreerde zij naar Frankrijk.